# Eduard Llanas i Jubero
Eduard Llanas i Jubero (Binèfar, 13 d'octubre de 1843 - Saragossa, 14 de juliol de 1904) fou un religiós, apologètic i historiador aragonès de l'orde dels Escolapis.

## Biografia
Orfe de nadó, el seu pare es va ordenar sacerdot i fou criat pels avis a Barbastre. El 1857 va estudiar amb els escolapis de Santa Anna de Mataró, ingressant a l'orde el 27 de novembre de 1859. Va fer el noviciat a Sabadell i estudià filosofia i teologia a la Puríssima dels Escolapis de Moià i Barcelona. El 1869 donà classes de filosofia a Moià fins que el 1870 fou enviat a fer apostolat a Cuba, on hi va residir fins al 1877.
A Cuba va destacar com a orador i publicista contra l'espiritisme i el cisma religiós, i defensant el celibat eclesiàstic. Va fundar i presidir l'Associació de Catòlics i va dirigir la Revista Católica de la Habana. Alhora, el 1874 va publicar un Magnífico proyecto on, anticipant-se a la doctrina social de l'església, proposa ajudar els camperols i immigrants sense recursos.
El 1877 fou nomenat rector del col·legi escolapi de Vilanova i la Geltrú. A la vila va col·laborar amb l'Ateneu Vilanoví i amb la Biblioteca-Museu Víctor Balaguer. Interessat per la història, va examinar les restes arqueològiques de Sant Miquel d'Olèrdola i la via romana del Garraf, i Fou el primer president de l'Associació Catalana d'Excursions.
El 1886 fou enviat al Col·legi de Sant Antoni de Barcelona, on destacà per les seves conferències i sermons i els articles al Diari de Barcelona, El Noticiero Universal i El Criterio Católico. De 1881 a 1906 dirigeix l'Acadèmia Calassància i el 1891 és nomenat acadèmic de l'Acadèmia de Bones Lletres de Barcelona i consultor de la Sagrada Congregació de l'Índex de Roma.
Participà en una polèmica científica a la premsa diària de Barcelona l'any 1897, que enfrontà el mateix Llanas i Jubero i José Fola Igúrbide  amb tres catedràtics de la universitat de Barcelona: Josep Domènech i Estapà, Laur Clariana i Ricart i Miquel Marzal i Bertomeu.
Va defensar la doctrina social de Lleó XIII enfront de la línia integrista de Fèlix Sardà i Salvany. De 1900 a 1904 va ser vicari general de l'Escola Pia d'Espanya i va restaurar la capella de Sant Josep de Calassanç a Peralta. Té una plaça dedicada a Binèfar.

## Obres
- Conferencias científico-religiosas dadas en la iglesia de la Merced de Barcelona durante la cuaresma de 1878 (1878).
- El laicismo o vindicación del sacerdocio contra los ataques del Correo Catalán (1884)
- ¿Es pecado el liberalismo? (1888)
- Los seis días de la creación (1889)
- Reglas a que debe sujetarse la prensa católica (Madrid, 1891)
- Idea de la verdadera Religión(Barcelona, 1893)
- La electricidad aplicada. Ilustrada con centenares de figuras comprendidas en primorosas litografías (1896)
- Escolapios insignes (4 vols., 1899-1900).